# Anophthalmus hitleri
Anophthalmus hitleri – gatunek endemicznego jaskiniowego chrząszcza z rodziny biegaczowatych, podrodziny Trechinae, opisany z pięciu jaskiń w Słowenii.
Gatunek opisał w 1937 niemiecki entomolog Oscar Scheibel (1881–1953), który w nazwie gatunkowej uhonorował Adolfa Hitlera. Z tego względu okazy tego niepozornego owada, potocznie określanego w Niemczech jako „Hitlerkäfer”, stanowią przedmiot zainteresowania kolekcjonerów pamiątek nazistowskich. Z wielu kolekcji muzealnych skradziono przechowywane tam okazy chrząszcza, na aukcjach osiągają one ceny powyżej 1000 euro.